# Bazoches-les-Hautes

Bazoches-les-Hautes este o comună în departamentul Eure-et-Loir, Franța. În 1 ianuarie 2022 avea o populație de 328 de locuitori.